# Kibergdalen
Das Kibergdalen ist ein 19 km langes Tal der Heimefrontfjella im ostantarktischen Königin-Maud-Land. Es liegt zwischen der Sivorgfjella und der Tottanfjella.
Wissenschaftler des Norwegischen Polarinstituts benannten es 1985 nach dem Dorf Kiberg in der norwegischen Finnmark, das bei der Informationsweitergabe an die Sowjetunion im Kampf gegen die deutsche Besatzung Norwegens im Zweiten Weltkrieg eine Schlüsselfunktion einnahm.